# Cyrk (singel Lanberry)
Cyrk – szósty singel polskiej piosenkarki Lanberry z jej piątego albumu studyjnego, zatytułowanego Heca. Singel został wydany 27 września 2024.
Kompozycja znalazła się na 17. miejscu listy OLiA, najczęściej odtwarzanych utworów w polskich rozgłośniach radiowych.

## Geneza utworu i historia wydania
Utwór napisali i skomponowali Małgorzata Uściłowska i Vladimir Coman-Popescu, który również odpowiada za produkcję utworu. Piosenkarka o singlu:

Utwór powstał w wyniku intensywnych i trudnych przeżyć, które mnie dotknęły. Jest dedykowana wszystkim, którzy kiedykolwiek myśleli, że mają u swego boku przyjaciela/przyjaciółkę, na której mogą polegać – kogoś, z kim dzielili swoje pasje, czas i marzenia, a jednak życie pokazało, że więź była jednostronna. To opowieść o utracie przyjaźni, o smutku, który pojawia się, gdy uświadamiasz sobie, że zaangażowanie emocjonalne płynęło tylko z twojej strony. W tej piosence chcę opowiedzieć o tym jak delikatne są relacje międzyludzkie, zwłaszcza te, które opierają się na przyjaźni i zaufaniu. Przyjaźń to dla mnie fundament każdej ważnej relacji, a lojalność jest jej kluczowym elementem. Niestety, czasem spotykamy ludzi, którzy nie potrafią odwzajemnić tego zaangażowania, co prowadzi do głębokiego rozczarowania i żalu. Śpiewam o konsekwencjach takiego rozstania, które pozostawia emocjonalne ślady, ale również uczy, jak bardzo cenna jest prawdziwa, lojalna przyjaźń.

Singel ukazał się w formacie digital download 27 września 2024 w Polsce za pośrednictwem wytwórni płytowej Warner Music Poland. Piosenka została umieszczona na piątym albumie studyjnym Lanberry – Heca.
9 listopada 2024 utwór został zaprezentowany telewidzom stacji TVP2 w programie The Voice of Poland.

## „Cyrk” w stacjach radiowych
Nagranie było notowane na 17. miejscu w zestawieniu OLiA, najczęściej odtwarzanych utworów w polskich rozgłośniach radiowych.

## Teledysk
Do utworu powstał teledysk w reżyserii Dawida Ziemby, który udostępniono w dniu premiery singla za pośrednictwem serwisu YouTube.

## Lista utworów
- Digital download[3]

1. „Cyrk” – 3:06

## Notowania

### Pozycja na liście airplay
| Kraj   | Lista (2024)                   | Najwyższa pozycja |
| ------ | ------------------------------ | ----------------- |
| Polska | OLiS – oficjalna lista airplay | 17                |

## Wyróżnienia
| Rok  | Konkurs                  | Kategoria    | Rezultat    |
| ---- | ------------------------ | ------------ | ----------- |
| 2024 | Przebój roku RMF FM 2024 | Przebój roku | 93. miejsce |